# 謝枋得
謝 枋得（しゃ ほうとく、宝慶2年2月24日（1226年3月23日） - 至元26年4月5日（1289年4月25日））は、中国南宋末期の政治家・学者。字は君直。号は畳山。諡は文節。信州弋陽県の出身。

## 生涯
人柄は豪壮にして博覧強記で直言を好み、常に古今の国家存亡について論じた。宝祐4年（1256年）に進士に及第し、撫州司戸参軍に任命されたがすぐに辞任し、呉潜に従って民兵を集め信州を守る。宝祐5年（1257年）に賈似道を誹謗した罪で興国軍に左遷された。徳祐元年（1275年）にモンゴル軍が南下すると長江沿岸の防備を任され、南宋を守るために奮闘したが大勢を覆すことができず、国の滅亡を見ることとなる。姓を変えて諸国を遍歴し、売卜（占い）を業としながら、弟子が多くなったので閩中に住居を定め、元のクビライの旨を受けて程鉅夫から招かれたが自分が「亡国の大夫」であるとして拒絶。至元25年（1288年）第5回目の人材招致があり、魏天祐に強要され燕京に赴く。死を覚悟した謝枋得は妻子知友に七言律詩を示し、道中から絶食し翌年4月に燕京到着直後に没する。
| 謝枋得の最期の詩 |                                                 |
| 雪中松柏愈青青   | 雪中の松柏は愈（いよいよ）青青                  |
| 扶植綱常在此行   | 綱常を扶けて植（た）てるは此の行（たび）に在り  |
| 天下久無龔勝潔   | 天下久しく 龔勝の潔なし                         |
| 人間何獨伯夷清   | 人間何ぞ独り伯夷のみ清からん                    |
| 義高便覺生堪捨   | 義は高く便（すなわ）ち覚ゆ 生の捨つるに堪えんと |
| 禮重方知死甚輕   | 礼は重く方に知る 死の甚だ軽きを                 |
| 南八男兒終不屈   | 南八は男児にして 終に屈せず                     |
| 皇天上帝眼分明   | 皇天上帝 眼は分明                               |

詩の中の「綱常」は永遠の真理、龔勝（きょうしょう）は簒奪者の王莽に抵抗して自殺した人物、南八（南霽雲）は安禄山に与せず節を守って死んだ人物（韓愈）。
燕京では南宋の皇太后の隠れ家と瀛国公の所在を尋ねたという伝説もある。彼の妻子も元朝への抵抗者として殺された。日本の浅見絅斎はその著『靖献遺言』で謝枋得の事績を同じ愛国者の文天祥の次に扱った。

## 慷慨赴死易、從容就義難
畳山集４巻「劉忠斎丞相への書（上丞相劉忠齋書）」には次のように記述している。
このうち「慷慨赴死易、從容就義難」の箇所は朱子学（近思録）に採用され慣用句化しており（近思録14巻）、日本では浅見絅斎『靖献遺言』に紹介され、同書を愛読していた吉田松陰も野村和作あての手紙（『吉田松陰全集』大和書房8巻、P.283）で言及している。『慷慨（こうがい、正義に外れた事などを激しく憤り嘆くこと）』『従容就義（正しさのために命を投げ出すこと）』の出典としても知られる。

## 著作
- 『批点檀弓』
- 『碧湖雑記』
- 『注解章泉澗泉二先生選唐詩』
- 『詩伝註疏』
- 『畳山集』
- 『文章軌範』
- 『翰苑新書』前後集